# مسحوق أراروبا
مسحوق أراروبا هو دواء يتوفر في شكل مسحوق بني مصفر، ويتفاوت بشكل كبير من حيث اللون. يُعرف أيضًا باسم مسحوق غوا، نسبة إلى مستعمرة غوا البرتغالية، حيث يُعتقد أنه تم إدخاله هناك في عام 1852 م، يُعرف هذا المسحوق أيضا باسم مسحوق باهيا.
الشجرة التي تنتج مسحوق أرارويا هي أنديرا أراروبا، التي تننمي إلى عائلة ليغومينوساي. تنمو هذه الشجرة بكثرة في بعض الغابات في مقاطعة باهيا في البرازيل،  حيث تفضل الأماكن المنخفضة والرطبة. يمكن أن يصل ارتفاع الشجرة إلى ما بين من 80 إلى 100 قدم.